# Оленська-Петришин Аркадія Іванівна
Арка́дія Іванівна Оле́нська-Петри́шин  (англ. Arcadia Olenska-Petryshyn; 19 червня 1934, Розношинці — 6 травня 1996, Норт-Брансвік) — американська художниця, мистецтвознавець, педагог та громадський діяч українського походження; член Об'єднання митців-українців в Америці. Співзасновниця благодійного фонду підтримки української науки і культури (1995). Сестра художниці Христини Оленської, дружина професора математики Володимира Петришина.

## Біографія
Народилася 19 червня 1934 року у селі Розношинцях (нині Тернопільський район Тернопільської області, Україна) у сім'ї адвоката. 1944 року з батьками переїхала до Німеччини, де перебувала у таборі переміщених осіб в місті Аугсбурзі; у 1949 році її сім'я емігрувала до Сполучених Штатів Америки і оселилася в Нью-Йорку.
Загальну освіту здобула протягом 1949—1952 років у школі імені Вашингтона Ірвінга; у 1952—1955 роках студіювала мистецтво у Студентські мистецькій лізі в Нью-Йорку у Якова Гніздовського; у 1952—1963 роках продовжила навчання у Гантерському коледжі мистецтв, де викладали Вільям Базіотес, Роберт Матервелл; у 1963—1967 роках — на факультеті історії мистецтва Чиказького університету. Водночас навчалася у Нью-Йоркській школі графіки, яку закінчила 1967 року.
Викладала мистецькі дисципліни. З мистецтва гравюри у 1970-х роках спеціалізувалася в Інституті Пратта в Нью-Йорку. З початку 1970-х років обіймала посаду художнього редактора журналу «Сучасність», пізніше співпрацювала із журналами «Образотворче мистецтво», «Світо-Вид», газетою «Культура і життя».
З кінця 1980-х років регулярно відвідувала Україну, у Києві та Львові протягом 1989—1996 років читала лекції, показувала на виставках свої твори.
Вбита своїм чоловіком у Норт-Брансвіці 6 травня 1996 року. Похована на цвинтарі святого Андрія у Саут-Баунд-Бруці.

## Творчість
Працювала у галузях станкового живопису і графіки. Творила в різноманітних мистецьких напрямках — абстракціонізму, експресіонізму, умовності, стилізації. Серед робіт:
- «Гіперборея»;
- «День дракона»;
- «Воєрист»;
- «Край лісу»;
- «Птахи»;
- «Тропічна ніч»;
- «Герой часу»;
- «Променада» (1967);
- «Дівчата в траві» (1970);
- «Гущавина» (1978);

серії
- «Кактуси» (1970—1996);
  - «Група сагуаро» (1989);
- «У дзеркалі» (1972).

Брала участь у мистецьких виставках з 1957 року. Провела 54 персональні виставки, зокрема в Нью-Йорку у 1963—1964, 1968, 1971, 1974, 1978—1979, 1981, 1995, 2000 роках, Чикаго у 1966, 1975, 1980 роках, Торонто та Філадельфії у 1972 році, Вінніпезі та Детройті у 1973 році, Києві у 1991—1996 роках.
Роботи художниці зберігаються в Національному художньому музеї України та Національному культурно-мистецькому та музейному комплексі «Мистецькому арсеналі» у Києві, Національному заповіднику «Замках Тернопілля» у Збаражі, Українському музеї у Нью-Йорку, Музеї мистецтва та науки в Евансвілі, Музеї у Сан-Антоніо, Мистецькому музеї штату Джорджії, Музеї мистецтва Гарвардського університету, Україно-канадській фундації у Торонто, приватних колекціях.
Написала серію статей про українських мистців та мистецькі зібрання в Америці.
У 2003 році побачив світ каталог «Аркадія Оленська-Петришин. Олійні твори. Офорти. Графіка».

## Виноски
1. ↑  У 1964 році здобула науковий ступінь магістра мистецтв за працю «Знання форми»[3].
2. ↑  Разом з чоловіком.
3. ↑  Упорядковані Богданом Бойчуком у книзі «У вимірах форми та експресії», 1997[4].